# رضا زیتون
رضا زیتون (انگلیسی: Ridha Zitoun؛ زادهٔ ۱ فوریهٔ ۱۹۵۲) بازیکن هندبال اهل تونس بود.